# Frank Sturing
Frank Sturing (Nimega, 29 maggio 1997) è un calciatore olandese naturalizzato canadese, difensore dello York Utd.

## Caratteristiche tecniche
È un difensore centrale.

## Carriera

### Club
Cresciuto nel settore giovanile del N.E.C., debutta in prima squadra il 2 aprile 2017 giocando l'incontro di Eredivisie perso 2-1 contro il Vitesse. Nell'estate 2020 si trasferisce al Den Bosch.

### Nazionale
Già membro di varie selezioni giovanili olandesi, nel 2021 opta per la nazionalità canadese possedendone la cittadinanza grazie alle origini dei genitori. Debutta il 30 marzo nell'incontro di qualificazione per i Mondiali 2022 contro le Isole Cayman, sbloccato proprio grazie ad una sua rete e conclusosi con il risultato di 0-11.

## Statistiche
Statistiche aggiornate al 30 marzo 2021.

### Presenze e reti nei club
| Stagione        | Squadra         | Campionato      | Campionato | Campionato | Coppe nazionali | Coppe nazionali | Coppe nazionali | Coppe continentali | Coppe continentali | Coppe continentali | Altre coppe | Altre coppe | Altre coppe | Totale | Totale | Totale |
| Stagione        | Squadra         | Comp            | Pres       | Reti       | Comp            | Pres            | Reti            | Comp               | Pres               | Reti               | Comp        | Pres        | Reti        | Pres   | Reti   |        |
| --------------- | --------------- | --------------- | ---------- | ---------- | --------------- | --------------- | --------------- | ------------------ | ------------------ | ------------------ | ----------- | ----------- | ----------- | ------ | ------ | ------ |
| 2016-2017       | N.E.C.          | ED              | 3          | 0          | CO              | 0               | 0               |                    | -                  | -                  |             | -           | -           | 3      | 0      |        |
| 2017-2018       | N.E.C.          | 1D              | 19+1       | 1+1        | CO              | 2               | 0               |                    | -                  | -                  |             | -           | -           | 22     | 2      |        |
| 2018-2019       | N.E.C.          | 1D              | 7          | 0          | CO              | 1               | 0               |                    | -                  | -                  |             | -           | -           | 8      | 0      |        |
| 2019-2020       | N.E.C.          | 1D              | 14         | 0          | CO              | 1               | 0               |                    | -                  | -                  |             | -           | -           | 15     | 0      |        |
| 2020-2021       | Den Bosch       | 1D              | 10         | 0          | CO              | 1               | 0               |                    | -                  | -                  |             | -           | -           | 11     | 0      |        |
| Totale carriera | Totale carriera | Totale carriera | 54         | 2          |                 | 5               | 0               |                    | -                  | -                  |             | -           | -           | 59     | 2      |        |

### Cronologia presenze e reti in nazionale
| Cronologia completa delle presenze e delle reti in nazionale ― Canada | Cronologia completa delle presenze e delle reti in nazionale ― Canada | Cronologia completa delle presenze e delle reti in nazionale ― Canada | Cronologia completa delle presenze e delle reti in nazionale ― Canada | Cronologia completa delle presenze e delle reti in nazionale ― Canada | Cronologia completa delle presenze e delle reti in nazionale ― Canada | Cronologia completa delle presenze e delle reti in nazionale ― Canada | Cronologia completa delle presenze e delle reti in nazionale ― Canada |
| Data                                                                  | Città                                                                 | In casa                                                               | Risultato                                                             | Ospiti                                                                | Competizione                                                          | Reti                                                                  | Note                                                                  |
| --------------------------------------------------------------------- | --------------------------------------------------------------------- | --------------------------------------------------------------------- | --------------------------------------------------------------------- | --------------------------------------------------------------------- | --------------------------------------------------------------------- | --------------------------------------------------------------------- | --------------------------------------------------------------------- |
| 29-3-2021                                                             | George Town                                                           | Isole Cayman                                                          | 0 – 11                                                                | Canada                                                                | Qual. Mondiali 2022                                                   | 1                                                                     |                                                                       |
| 5-6-2021                                                              | Bradenton                                                             | Aruba                                                                 | 0 – 7                                                                 | Canada                                                                | Qual. Mondiali 2022                                                   | -                                                                     |                                                                       |
| Totale                                                                |                                                                       | Presenze                                                              | 2                                                                     |                                                                       | Reti                                                                  | 1                                                                     |                                                                       |